# Монарда плямиста
Монарда плямиста (лат. Monarda punctata) — багаторічник роду монарда родини глухокропивові. У дикому вигляді росте у Північній Америці, культивується у субтропічних районах планети.

## Ботанічний опис
Багаторічна морозостійка рослина висотою 30-90 см.
Квітки жовті, з бузковими цяточками.

## Хімічний склад
Рослина може давати 0,62-1% ефірної монардової олії, яке отримують шляхом парової дистиляції висушених рослин.
Рослина містить тимол, який має антисептичну та фунгіцидну дію.

## Застосування
Ефірна олія монарди плямистої має антисептичні та проносні властивості.

## Сорти
- Monarda punctata var. arkansana (E.M.McClint. & Epling) Shinners
- Monarda punctata var. correllii B.L.Turner
- Monarda punctata var. coryi (E.M.McClint. & Epling) Shinners
- Monarda punctata var. immaculata (Pennell) Scora
- Monarda punctata var. intermedia (E.M.McClint. & Epling) Waterf.
- Monarda punctata var. lasiodonta A.Gray
- Monarda punctata var. occidentalis (Epling) E.J.Palmer & Steyerm.
- Monarda punctata var. punctata
- Monarda punctata var. villicaulis (Pennell) E.J.Palmer & Steyerm.[2]